# Стэкпул, Генри де Вер
Генри де Вер Стэкпул (англ. Henry De Vere Stacpoole; 9 апреля 1863, Кингстоун (ныне Дун-Лэаре), Ирландия, Великобритания — 12 апреля 1951, д. Бончерч, остров Уайт, Англия) — ирландский писатель, сценарист, переводчик. Автор романа «Голубая лагуна», который был несколько раз экранизирован.

## Биография
Стэкпул родился 9 апреля 1863 года в Кингстоуне в семье Уильяма и Шарлотты Огусты Стэкпулов. В детстве он болел респираторными заболеваниями, и семья решила переехать на юг Франции в Ниццу.
Стэкпул поехал учиться в колледж Мальверн в Лондоне, где изучал литературу и письмо, а затем получил медицинское образование в больнице Святой Мари. Его писательская карьера началась с публикации романа «Предназначенное» в 1894 году — трагической драмы о двух похожих людях. Действие второго романа происходит во Франции в годы франко-прусской войны. В 1897 году Стэкпул публикует ещё 3 произведения.
«Голубая лагуна», опубликованная в 1908 году, имела немедленный успех. Роман 1918 года «Человек, который потерял себя» также был коммерчески успешным комическим романом. Роман «Голубая лагуна» был опубликован более, чем 20 раз. На его основе была написана пьеса, и сняты несколько фильмов (1923, 1949 и 1980 годов). За жизнь Стэкпул написал около 90 произведений. Иногда он использовал псевдоним Тайлер де Сэ.
Стэкпул скончался в госпитале Шанклина на острове Уайт в возрасте 88 лет.

## Экранизации
| Год  | Название                      | Оригинал                   | Страна              |
| ---- | ----------------------------- | -------------------------- | ------------------- |
| 1920 |                               | Garryowen                  |                     |
| 1920 | Человек, который потерял себя | The Man Who Lost Himself   |                     |
| 1921 | Пляж мечты                    | Beach of Dreams            |                     |
| 1923 | Голубая лагуна                | The Blue Lagoon            | ЮАР                 |
| 1923 | Звёздный сад                  | The Starlit Garden         |                     |
| 1925 | Сестра сатаны                 | Satan's Sister             | Великобритания      |
| 1941 | Человек, который потерял себя | The Man Who Lost Himself   |                     |
| 1949 | Голубая лагуна                | The Blue Lagoon            | Великобритания, США |
| 1965 | Правда о весне                | The Truth About Spring     | Великобритания      |
| 1980 | Голубая лагуна                | The Blue Lagoon            | США                 |
| 1991 | Возвращение в Голубую лагуну  | Return to the Blue Lagoon  | США                 |
| 2012 | Голубая лагуна                | Blue Lagoon: The Awakening | США                 |